# Suneung (examen)

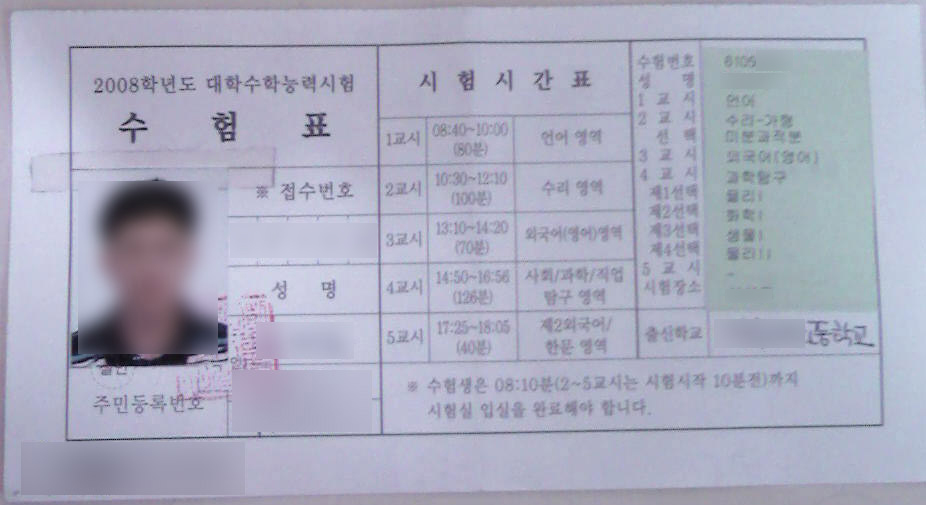
Ficha de un alumno examinado en el Test de Aptitud Escolar Universitaria (2008).

El Test de Aptitud Escolar Universitaria (en hangul, 대학수학능력시험; romanización revisada, Daehak suhak neungryeok siheom), conocido por el acrónimo suneung (en hangul, 수능) o las siglas CSAT, es la prueba estandarizada de acceso a la universidad en Corea del Sur. Se celebra desde 1994 y está supervisada por el Instituto Coreano de Currículum y Evaluación (KICE), dependiente del Ministerio de Educación de dicho país.
El examen está estructurado bajo cuestionarios de opción múltiple que se realizan en un solo día, generalmente en noviembre. Cada año unos 600 000 estudiantes surcoreanos se evalúan en cuatro asignaturas comunes (lengua coreana, matemáticas, inglés e historia coreana), una materia de libre elección y un segundo idioma extranjero. Para acceder a la universidad es necesario aprobar el suneung y, en función de la nota obtenida, el alumno podrá escoger la carrera universitaria con límite de plazas que quiera cursar en un centro determinado.
El suneung juega un rol primordial en el sistema educativo surcoreano. Muchos alumnos tienen como objetivo matricularse en alguno de los tres centros más prestigiosos del país —Universidad Nacional, Universidad de Corea y Universidad Yonsei—, con plazas muy limitadas, por lo que hay un alto nivel competitivo y es habitual preparar el test en academias privadas (Hagwon). En el día del examen se retrasa la entrada de la jornada laboral para evitar atascos, se moviliza a la policía, e incluso se altera el tráfico aéreo.
Los defensores del Test de Aptitud aseguran que ha servido para aumentar la reputación del sistema educativo, incrementar la meritocracia y mejorar el rendimiento académico de los surcoreanos. Sin embargo, también ha sido criticado por la enorme presión social que llega a ejercer, pues un mal resultado puede condicionar el currículo del alumno.

## Desarrollo

### Elaboración
Antes de presentarse al suneung, el alumno tiene que haber superado dos exámenes preliminares: la prueba nacional para obtener el título de secundaria (NUAT, cuya fecha varía según la región) y una simulación del CSAT, que sirve para comprobar el nivel de los aspirantes y la idoneidad de las materias. El alumno elige las materias optativas cuando hace la matrícula, en función de sus preferencias profesionales.
El suneung es una prueba estandarizada a nivel nacional. El Instituto Coreano de Currículum y Evaluación (KICE) se encarga de administrarla y corregir los resultados, mientras que las preguntas son elaboradas por el Instituto de Profesores Universitarios de Corea, siempre en base al material curricular. Los maestros encargados del proceso están sometidos a aislamiento, deben firmar un acuerdo de confidencialidad y se dividen en dos grupos: uno que redacta las preguntas y otro que supervisa cualquier fallo.

### Día del examen

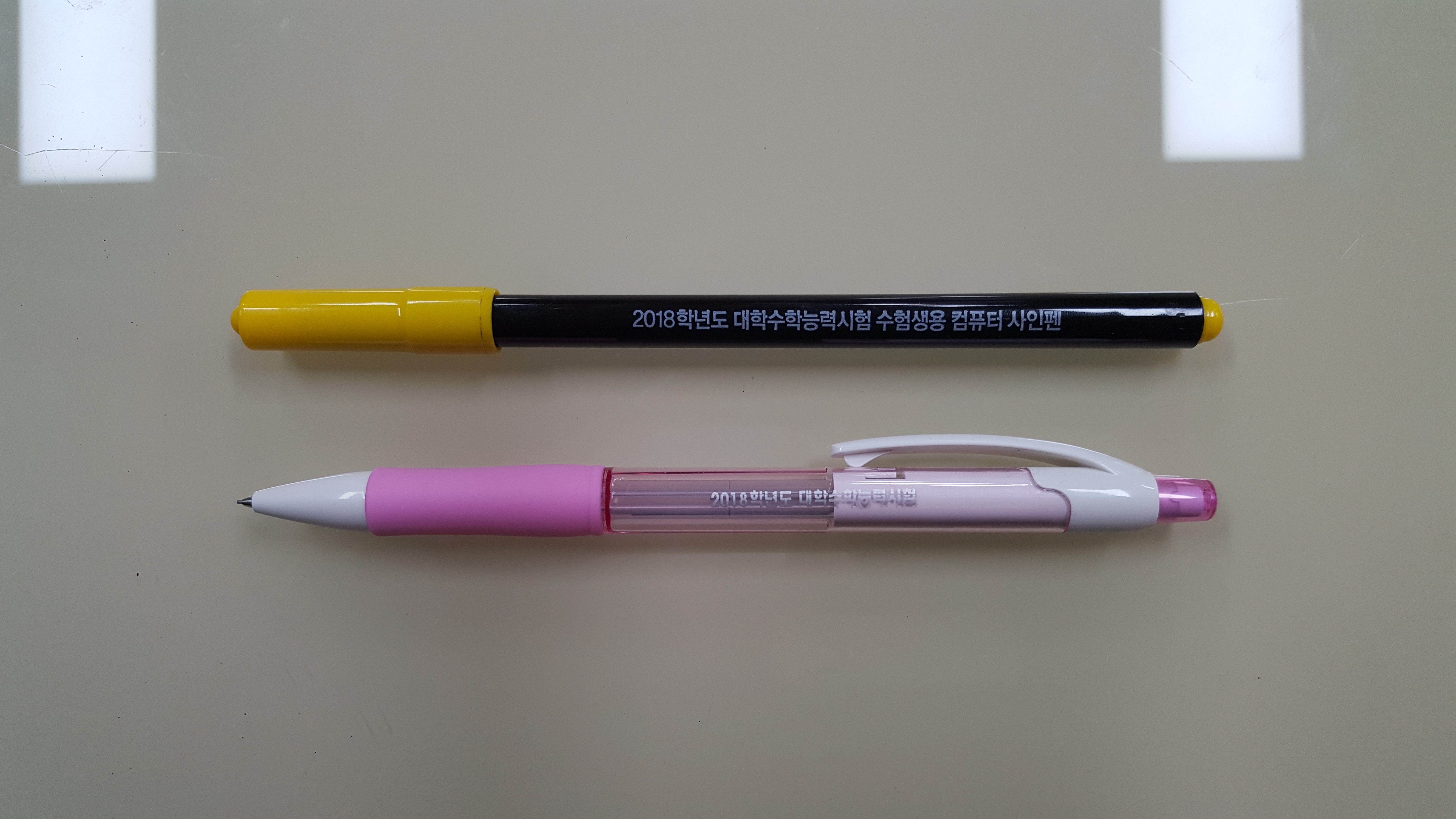
Un lápiz escáner y un portaminas con la inscripción del Test de Aptitud (2018).

El formato del suneung es un cuestionario de opción múltiple y se estructura en cinco partes. La prueba tiene lugar a nivel nacional desde las 8:30 de la mañana hasta las 17:30 de la tarde, generalmente el segundo o tercer jueves de noviembre. Los alumnos deben presentarse media hora antes y se examinan en todas las asignaturas de una sola vez, con descansos entre cada prueba.
Queda prohibido el uso de teléfonos móviles, dispositivos electrónicos, comida, apuntes, y cualquier material que pueda distraer o ayudar a los aspirantes. Las normas se aplican tanto a los alumnos como a los profesores que supervisan el examen. El material para realizar el examen es suministrado por el KICE.
Una vez termina la prueba, todos los exámenes se envían a la sede del KICE. El proceso de corrección dura aproximadamente un mes. Si el alumno no aprueba, no tiene opción de subir nota y deberá esperar al año que viene para presentarse de nuevo.

## Contenido
El Instituto Coreano de Currículum y Evaluación estableció el siguiente programa en 2018:
1. Lengua y literatura coreana — 45 preguntas, cien puntos. 80 minutos (8:40-10:00).
2. Matemáticas — 30 preguntas (incluyendo nueve preguntas subjetivas), cien puntos. 100 minutos (10:30-12:10).
  1. Tipo «Ga (가)»: Cálculo diferencial e integral 2, geometría analítica, probabilidad y estadísticas.
  2. Tipo «Na (나)»: Matemáticas 2, Cálculo diferencial e integral 1, probabilidad y estadísticas.
3. Inglés — 45 preguntas (incluyendo 17 pruebas de comprensión auditiva), cien puntos. 70 minutos (13:10-14:20).
4. Historia coreana y materia optativa — 20 preguntas por prueba, cincuenta puntos por prueba. 100 minutos (14:50-16:30). 
  1. Historia coreana: asignatura obligatoria.
  2. Materia optativa en función del camino profesional:
    1. Estudios sociales (dos materias a elegir)
      1. Ética y pensamiento
      2. Historia universal e historia de Asia
      3. Geografía nacional y mundial
      4. Derecho y política, economía, sociedad y cultura

    2. Ciencias (dos materias a elegir)
      1. Física (1 y 2)
      2. Química (1 y 2)
      3. Biología (1 y 2)
      4. Ciencias de la Tierra (1 y 2)

    3. Formación profesional (dos materias a elegir)
      1. Fundamentos de la agricultura
      2. Técnicas básicas de agricultura
      3. Fundamentos de la industria
      4. Dibujo técnico
      5. Economía comercial
      6. Principios de contabilidad
      7. Fundamentos de la oceanografía
      8. Fundamentos de la industria pesquera y naval
      9. Desarrollo humano
      10. Fundamentos de la industria en el sector servicios
5. Lengua extranjera o caracteres sinocoreanos — 30 preguntas, cincuenta puntos. Una materia a elegir entre alemán, árabe, chino, español, francés, japonés, ruso, sinocoreano (hanja) y vietnamita. 40 minutos (17:00-17:40).

## Impacto social

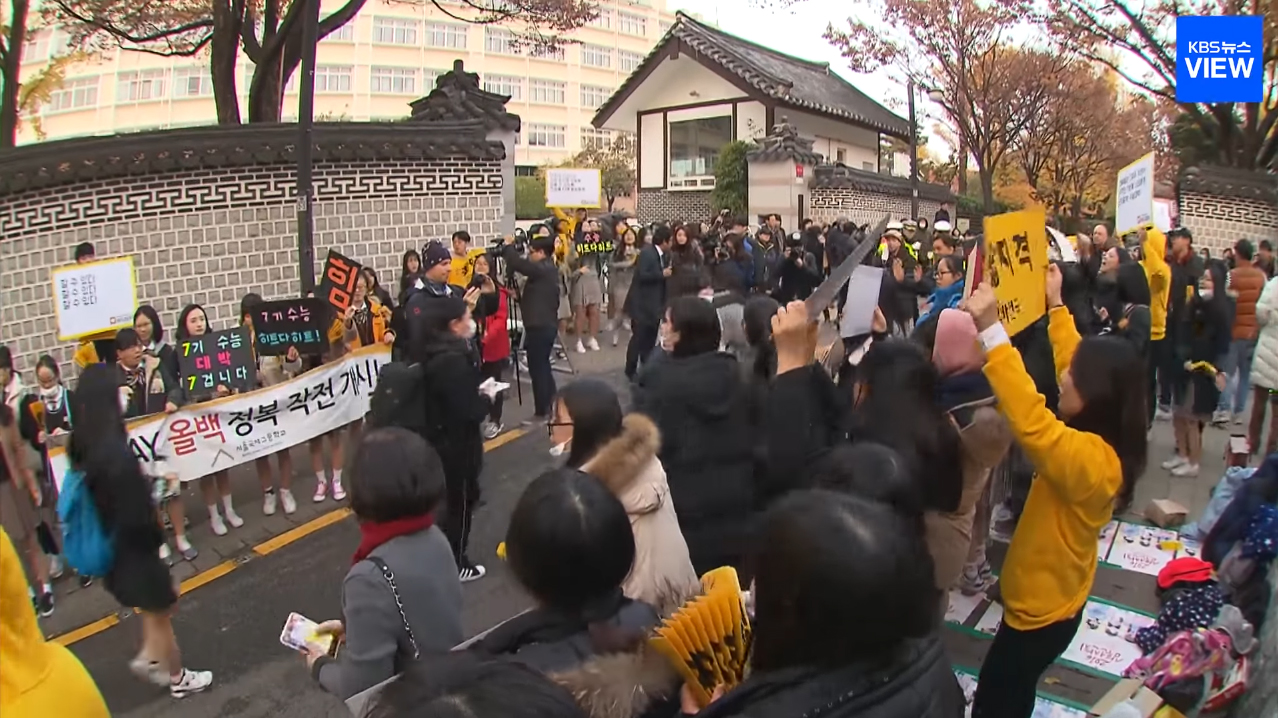
Concentración a las puertas de un colegio antes del Test de Aptitud.

La celebración del suneung afecta a la vida cotidiana de los surcoreanos. Como garantía de que todos los estudiantes llegan al centro de examen, el gobierno obliga a las empresas a retrasar ese día el inicio de la jornada laboral y así evitar atascos. La policía nacional también es movilizada para vigilar el tráfico, y las administraciones locales refuerzan tanto el transporte público como el servicio de taxis.
En lo que respecta al tráfico aéreo, no se permite el aterrizaje ni el despegue de aviones durante el tiempo que duren las pruebas de comprensión auditiva de inglés, ofrecidas en directo por la radio educativa EBS.
Es habitual que los familiares y amigos del alumno se concentren a las puertas del colegio para animarle antes del examen; durante el mismo, está prohibido cualquier ruido que pueda desconcentrarles. En las semanas previas se registra también un aumento de la asistencia a templos religiosos, donde se realizan ofrendas para que los aspirantes tengan éxito.
Desde la introducción del suneung, Corea del Sur ha mejorado los resultados académicos del sistema educativo. Los resultados del país en el Informe PISA están por encima de la media, llegando a liderarlo en 2012.

## Controversia

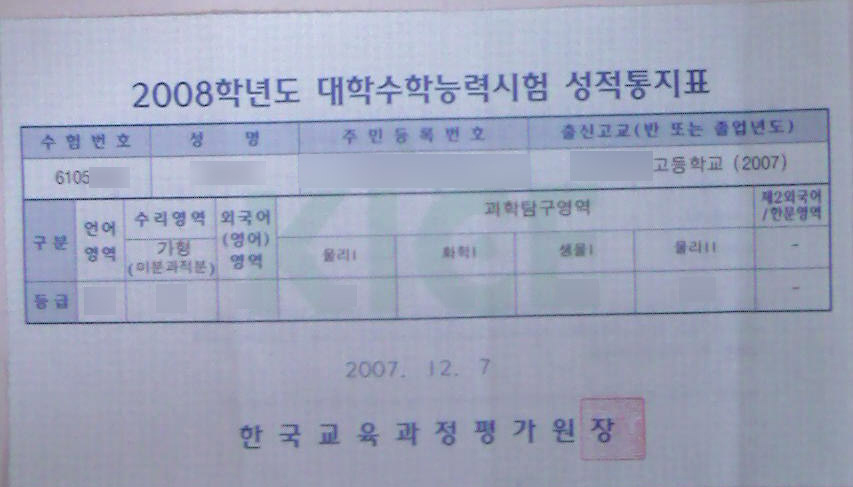
Test de aptitud

Aunque el sistema está consolidado en la sociedad surcoreana, el Test de Aptitud ha sido criticado por la presión social que puede llegar a ejercer entre los alumnos, así como por su elevada competitividad.
Las pruebas de acceso a la universidad son el pilar del sistema educativo nacional. La sociedad surcoreana considera que una carrera universitaria determina el éxito social, especialmente si el estudiante ingresa en una de las tres universidades más prestigiosas del país (SKY): la Universidad Nacional de Seúl, la Universidad de Corea y la Universidad Yonsei. Aunque el 70% de los alumnos aprueba, solo el 2% accede a uno de esos tres centros. La reputación institucional y las redes de exalumnos universitarios influyen en la futura carrera laboral, así que los padres preparan a sus hijos para el suneung desde muy pequeños.
Aunque la enseñanza en Corea del Sur es gratuita y universal, las familias asumen un elevado gasto. Muchas escuelas organizan actividades extraescolares enfocadas al Test de Aptitud. Además, es habitual que los padres matriculen a sus hijos en academias privadas (Hagwon) donde se refuerza lo aprendido mediante horas de estudio. Esta situación ha incrementado tanto el endeudamiento familiar como la desigualdad social, precisamente algo que el Test de Aptitud pretendía evitar. Los hagwon estuvieron prohibidos durante el gobierno de Chun Doo-hwan en los años 1980, pero la medida fue declarada inconstitucional en 1989.
Se han reportado casos de estrés, depresión e incluso suicidios motivados por la presión, al punto que el Ministerio de Educación surcoreano lo ha definido como «un problema social». Corea del Sur es el país de la OCDE con mayor tasa de suicidios entre adolescentes. Los más críticos con el sistema denuncian que ha generado una «extrema infelicidad» entre los alumnos, así como un bloqueo de la imaginación y la creatividad.